# Giuseppe Giacinto Moris
Giuseppe Giacinto Moris (Orbassano, 25 aprile 1796 – Torino, 18 aprile 1869) è stato un botanico e politico italiano.

## Biografia
Nacque ad Orbassano nel 1796 e si laureò in Medicina presso l'Università di Torino nel 1815. Allievo di Giovanni Battista Balbis si appassionò agli studi botanici.
Nel 1822 si trasferì a Cagliari come Professore di Clinica medica.
Nel 1829 rientrò a Torino come Professore di Medicina e nel 1831 fu nominato Direttore dell'Orto Botanico, carica che mantenne fino al 1869, anno della morte. 
ricoprì numerosi incarichi in Società scientifiche quali l'Accademia delle Scienze di Torino e l'Accademia di Agricoltura di cui fu Vicepresidente dal 1836 al 1838; fu membro della Société Botanique de France; Direttore della Scuola di Farmacia e Presidente del Consiglio dell'Istruzione Pubblica.
Fu nominato Senatore del Regno di Sardegna il 3 maggio 1848.

### Botanico
Lavorò alla flora della Sardegna di cui pubblicò tre volumi dedicati alle Dicotiledoni. L'opera restò incompleta perché non furono pubblicati i volumi relativi alle Monocotiledoni e alle Gimnosperme. 
| Moris è l'abbreviazione standard utilizzata per le piante descritte da Giuseppe Giacinto Moris. Consulta l'elenco delle piante assegnate a questo autore dall'IPNI. |

## Riconoscimenti

### Alle memoria
La città di Torino gli ha dedicato una via nei quartiere del Centro storico.

## Opere

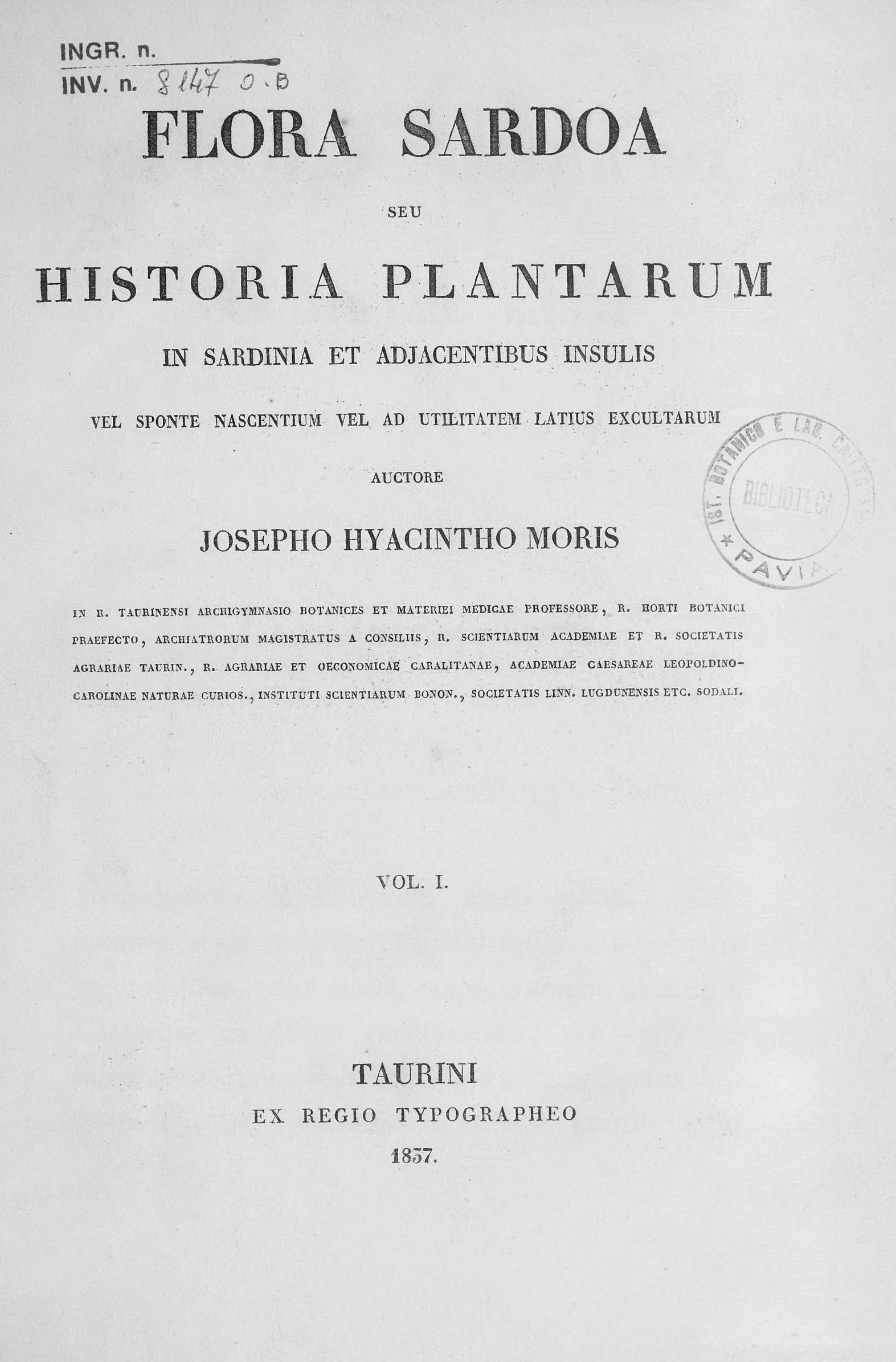
Flora sardoa, 1837

- Flora sardoa, seu Historia plantarum in Sardinia et adjacentibus insulis, vel sponte nascentium vel ad utilitatem latius axcultarum. Torino, Stamperia reale, 1837-1859 (vol. 1, vol. 2, vol. 3, Iconographia)